# Б'єртан
Б'єртан (рум. Biertan) — село у повіті Сібіу в Румунії. Адміністративний центр комуни Б'єртан.
Село розташоване на відстані 225 км на північний захід від Бухареста, 48 км на північний схід від Сібіу, 100 км на південний схід від Клуж-Напоки, 99 км на північний захід від Брашова.

## Населення
За даними перепису населення 2002 року у селі проживали 1182 особи.
Національний склад населення села:
| Національність | Кількість осіб | Відсоток |
| -------------- | -------------- | -------- |
| румуни         | 959            | 81,1%    |
| цигани         | 137            | 11,6%    |
| німці          | 50             | 4,2%     |
| угорці         | 36             | 3,0%     |

Рідною мовою назвали:
| Мова      | Кількість осіб | Відсоток |
| --------- | -------------- | -------- |
| румунська | 1100           | 93,1%    |
| німецька  | 50             | 4,2%     |
| угорська  | 26             | 2,2%     |
| циганська | 6              | 0,5%     |